# Lachesis acrochorda
Espèce
Synonymes
- Bothrops acrochordus Garcia, 1896

Lachesis acrochorda est une espèce de serpents de la famille des Viperidae. 

## Répartition
Cette espèce se rencontre jusqu'à 1 000 m d'altitude au Panamá, en Colombie et en Équateur.

## Description
C'est un serpent venimeux.

## Publication originale
- Garcia, 1896 : Los Ofidios Venenosos del Cauca. Métodos empíricos y racionales empleados contra los accidentes producidos por la mordedura de esos reptiles. Cali, Librería Colombiana, p. 1-102 (texte intégral).